# Piedra Sepultura Miramar
Piedra Sepultura Miramar är en ort i Mexiko.   Den ligger i kommunen Santa María Tonameca och delstaten Oaxaca, i den sydöstra delen av landet, 500 km sydost om huvudstaden Mexico City. Piedra Sepultura Miramar ligger 103 meter över havet och antalet invånare är 153.
Terrängen runt Piedra Sepultura Miramar är platt åt sydväst, men åt nordost är den kuperad. Runt Piedra Sepultura Miramar är det ganska glesbefolkat, med 45 invånare per kvadratkilometer. Närmaste större samhälle är Las Pilas, 4,2 km norr om Piedra Sepultura Miramar. Omgivningarna runt Piedra Sepultura Miramar är en mosaik av jordbruksmark och naturlig växtlighet.